# Besard Sabovic
Besard Sabovic (in macedone Бесард Шабовиќ?; Skopje, 5 gennaio 1998) è un calciatore svedese con cittadinanza macedone, centrocampista dell'Austin FC.

## Carriera
È nativo della capitale macedone Skopje, ma di fatto è cresciuto in Svezia visto che già all'età di 5 anni ha fatto parte del Brommapojkarna. Qui Sabovic ha svolto gran parte della trafila delle giovanili, prendendo tra l'altro parte al programma di TV4 Fotbollsfabriken (La fabbrica del calcio) in cui venivano presentati i migliori prospetti classe 1998 del vivaio del club.
Il 18 febbraio 2015 è entrato nella formazione Under-21 del Djurgården dopo aver sottoscritto un contratto giovanile triennale. Quell'anno è stato proprio il Djurgården a vincere il titolo nazionale Under-21. L'anno successivo Sabovic ha firmato un accordo quadriennale che lo ha di fatto trasferito in prima squadra. Il 24 aprile 2016 ha esordito in Allsvenskan, subentrando ad Alexander Faltsetas nella sconfitta esterna per 1-0 contro il Malmö FF. Il successivo 9 maggio ha segnato il suo primo gol in campionato portando in vantaggio la sua squadra sul campo dell'IFK Göteborg, prima che i padroni di casa ribaltassero il risultato sul 2-1. A fine stagione le sue presenze in Allsvenskan sono state complessivamente 7, con un gol all'attivo.
In vista del campionato 2017, Sabovic è stato girato in prestito al Brommapojkarna, squadra militante in Superettan. Nella prima parte del torneo ha messo a referto 7 presenze, ma il 5 luglio 2017 si è gravemente infortunato al legamento crociato in Georgia, dove si trovava con la Nazionale svedese Under-19 per partecipare agli Europei Under-19 di quell'anno. Per questo motivo è stato costretto a oltre un anno di assenza. Ristabilitosi, nella seconda metà dell'Allsvenskan 2018 con il Djurgården ha collezionato due apparizioni a partita in corso.
Nel corso della stagione 2019 è passato in prestito al Dalkurd, in Superettan, con la formula del doppio tesseramento. Oltre alle 29 partite di campionato giocate con il Dalkurd, Sabovic è stato mandato in campo in un'occasione – negli istanti finali della 13ª giornata contro il Kalmar – anche dal tecnico del Djurgården Kim Bergstrand. Il Djurgården ha chiuso quella stagione laureandosi campione di Svezia.
Scaduto il contratto con il Djurgården, nel gennaio del 2020 Sabovic si è unito per due anni al Mjällby, squadra neopromossa in Allsvenskan. Al termine di una positiva Allsvenskan 2020 in cui ha messo a referto 4 reti in 27 presenze, nel gennaio del 2021 Sabovic è stato acquistato dai turchi del Kayserispor con un contratto di due anni e mezzo.
In Turchia ha giocato per metà stagione, visto che nel giugno 2021 è stato ufficializzato il suo passaggio ai russi del Chimki. Per qualche mese è stato l'unico giocatore svedese a non aver lasciato la Russia dopo l'invasione russa dell'Ucraina del 2022, poi nell'agosto 2022 è tornato ad essere un giocatore del Djurgården con un contratto di due anni e mezzo. Sabovic ha lasciato la squadra nel dicembre 2024 per fine contratto, chiudendo con un totale di 107 partite ufficiali e 10 gol all'attivo, considerando anche le precedenti parentesi.
Il 21 gennaio 2025 è stato annunciato il suo arrivo a parametro zero agli statunitensi dell'Austin FC.